# Дерекьой (вилает Лозенград)
Вижте пояснителната страница за други значения на Дерекьой.
Дерекьой, наричано още Дере кьой или Дерекьово (на турски: Dereköy), е село в Източна Тракия, Турция, Околия Лозенград, Вилает Лозенград.

## География
Селото се намира в Странджа на 20 километра северно от вилаетския център Лозенград (Къркларели), близо до границата с България.

## История
В 19 век Дерекьой е българско село в Бунархисарска кааза на Османската империя. Според „Етнография на вилаетите Адрианопол, Монастир и Салоника“, издадена в Константинопол в 1878 година и отразяваща статистиката на населението от 1873 Дерекьой (Dérékeui) е село с 360 домакинства и 1684 жители българи. В 1877 година учителят в Дерекьой Иванчо Апостолов – Македончето е арестуван за революционна дейност и изпратен на заточение.
Според статистиката на професор Любомир Милетич в 1912 година в селото живеят 150 български екзархийски семейства или 634 души.
При потушаването на Илинденско-Преображенското въстание през 1903 година Дерекьой силно пострадва. От 200 къщи остават неразрушени 68, училището е изгорено и 10 души са убити.
В 1908 година следната дописка от Дерекьой е публикувана във вестник „Одрински глас“:
| „ | Нашето положение тук постоянно се влошава. Турските власти непрекъснато ни преследват и затварят. Защо мислите, само затова, че сме българи. От село Каракоч са затваряне 11 души, от Ковчаз затвориха Станко Мечката и освободиха го срещу 10 лири откуп. Ще ограбят и каракоченци, че това ще ги освободят. Турската власт от един месец насам започна една ловитба на всички по-заможни българи из Лозенградско. Разкарва ги до Одрин, ограбва ги и ги освобождава срещу големи откупи. | “ |

При избухването на Балканската война в 1912 година 16 души от Дерекьой са доброволци в Македоно-одринското опълчение.
Българското население на Дерекьой се изселва след Междусъюзническата война в 1913 година.

## Личности
Родени в Дерекьой
- Ангел Михайлов (1877 – ?), деец на ВМОРО, участник в Илинденско-Преображенското въстание в 1903 година с четата на Иван Варналиев[7]
- Атанас Вълканов, подофицер от Българската армия, четник в четата на Михаил Герджиков в Одринско[8]
- Атанас Стойчев Минчев, български комунист, роден на 22 януари 1899 година, член на БКП от 1924 година, в СССР от 1925 година, член на ВКП (б) от февруари 1926 година, арестуван в 1937 година в Москва, освободен в 1940 година, завърнал се в България през 1945 година, на отговорна държавна работа, починал в 1950 година[9]
- Атанас Христов (1872 – ?), български революционер и преподавател
- Георги Аянов (Попаянов, 1881 – 1951), български революционер и деец на ВМОРО
- Георги Хаджиатанасов (1879 – 1959), български революционер и деец на ВМОРО
- Васил Николов Андонакев, македоно-одрински опълченец, 25-годишен, земеделец, ІІІ отделение, 1 рота на Лозенградската партизанска дружина[10]
- Васил Николов Биячев (1887 – 1917), македоно-одрински опълченец, 25-годишен, 1 рота на Лозенградска партизанска дружина. Носител на бронзов медал „За заслуга“[11] Загинал през Първата световна война.[12]
- Димитър Аянов (Димо Аянов, 1882 – 1952), български революционер и офицер
- Димитър Биячев, деец на ВМОРО[13]
- Иван Акиов (1875 – ?), деец на ВМОРО, участник в Илинденско-Преображенското въстание в 1903 година с четата на Димитър Ташев[7]
- Иван Кълбов (1882 – 1947), български революционер, деец на ВМОРО
- Михаил Вълчев Биячев (? – 1913), български военен деец, майор, загинал през Междусъюзническата война[14]
- Петко Бубулов, деец на ВМОРО, старши подофицер от Българската армия, четник на Лазо Лазов[13]
- Петко Георгиев Аянов, доброволец в Сръбско-българската война в 1885 година,[15] македоно-одрински опълченец в 1912 година, 48-годишен, горски стражар в Карнобат, 1-ва рота на Лозенградската партизанска дружина, носител на орден „За храброст“ ІV степен[16]
- Петко Петров (1867 – ?), деец на ВМОРО, участник в Илинденско-Преображенското въстание в 1903 година с четата на Лазар Маджаров[7]
- Стойчо Аянов (1846 – 1929), български духовник и революционер
- Тодор Димитров, български революционер от ВМОРО, четник на Щерьо Юнана[17]
- Христо Тодоров, куруджия на селото, куриер на ВМОРО[18]

Други
- Иван Атанасов (Анастасов, 1884 – ?), македоно-одрински опълченец, жител на Дерекьой, родом от Карадере, 1 рота на Лозенградската партизанска дружина, 1 рота на 14 воденска дружина[19]